# Mikko Korhonen

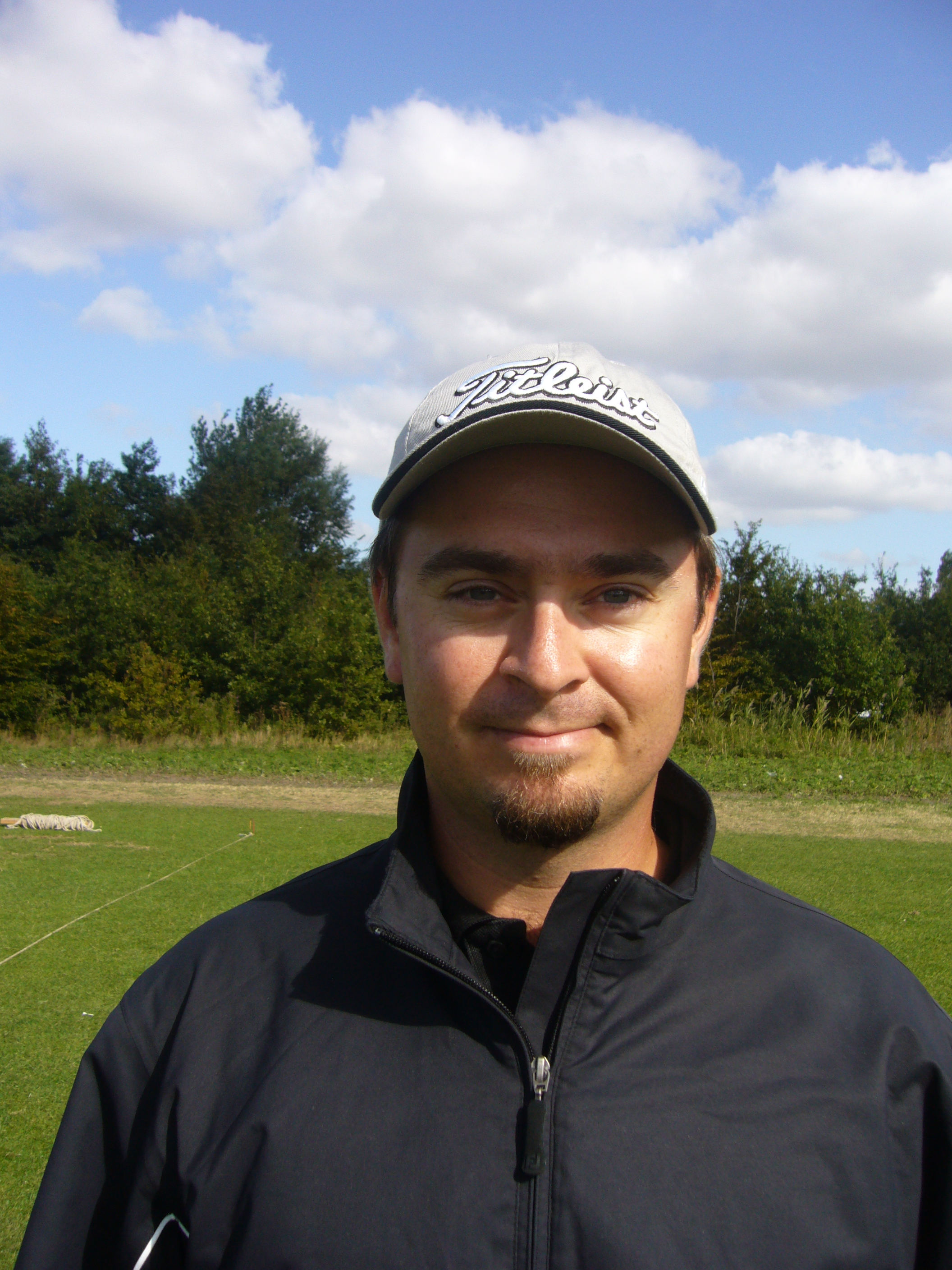
Dutch Futures 2009.

Mikko Korhonen (Mäntsala, 23 juli 1980) is een professional golfer uit Finland.

## Amateur
Als amateur zat Korhonen van 1997 - 2004 in de nationale selectie.

#### Gewonnen
- 1998: NK Strokeplay Kampioenschap (Boys), NK Matchplay Kampioenschap (Boys), Nordic Kampioenschap (Boys)

#### Teams
- Jacques Leglise Trophy: 1998
- Eisenhower Trophy: 2004

## Professional
Als amateur ging hij in 2003 naar de Tourschool, en in 2004 werd hij professional. Sindsdien speelt hij op de Challenge Tour, waar hij steeds in de top-75 eindigt. Hij probeert ieder jaar op de Europese Tour te komen, maar dat is nog niet gelukt. Wel heeft hij daar al enkele uitnodigingen gekregen. 
In 2008 winnen Korhonen en Roope Kakko op de Sierra Golf Club in Polen de kwalificatie om op de World Cup te spelen in China. Ook Wes Hefferman en Graham Delaet uit Canada en Ricardo Santos en Tiago Cruz uit Portugal kwalificeren zich.

#### Gewonnen
In 2009 werd hij 4de bij het Allianz Open Côtes d'Armor Bretagne in Bretagne, zijn beste resultaat tot dusver.

#### Teams
- World Cup: 2008